# Fata morgana
Filmen med samma namn hittas på Fata Morgana (film), för en polka av Johann Strauss, se Fata Morgana (polka)

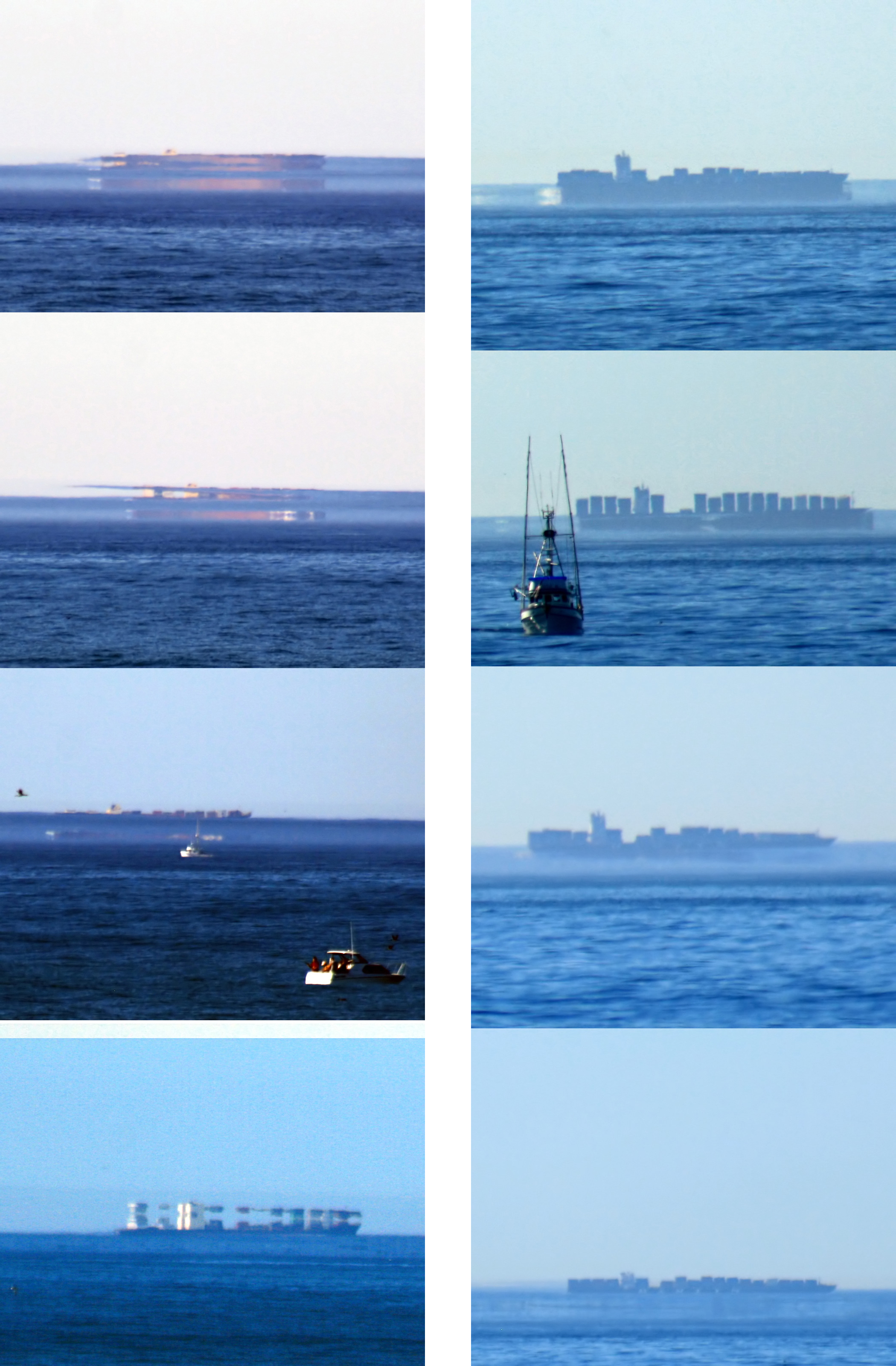
Två föränderliga hägringar.

Fata morgana eller fatamorgana (italienska fata Morgana "fen Morgana", av Morgan le Fay) är en luftspegling men även, i överförd bemärkelse, en drömbild eller ett luftslott. 
Luftspegling (hägring) är ett begrepp inom fysiken som innebär att en bild uppstår när ljusstrålar från ett föremål bryts i gränsskiktet mellan varm och kall luft. Det är ett optiskt hägringsfenomen där objekt och områden bortom horisonten blir synliga, men kraftigt förvrängda så att de blir utsträckta i höjdled och bildar höga torn och block. Särskilt de optiska villor som ofta bildas vid Messinasundet utanför Sicilien kallas fata morgana.
Fenomenet är en så kallad övre hägring, och uppstår till följd av temperaturinversion, när varm luft befinner sig ovanför kall luft. Ljuset bryts i temperaturskikten och reflekteras tillbaka till jorden. Allt eftersom temperaturerna, och därmed förutsättningarna, ändras så ändras även hägringens utseende. Det antas att detta är grunden till att fenomenet har fått sitt namn av den trollkunniga och skepnadsbytande fen Morgan i walesisk och bretonsk mytologi.